# Polycentropus bonus
Polycentropus bonus is een schietmot uit de familie Polycentropodidae. De soort komt voor in het Neotropisch gebied.